# Bieździadka
Bieździadka (daw. Bieździatka) – wieś w Polsce położona w województwie podkarpackim, w powiecie jasielskim, w gminie Kołaczyce.
| SIMC    | Nazwa               | Rodzaj    |
| ------- | ------------------- | --------- |
| 0353900 | Góry                | część wsi |
| 0353916 | Kopciówka           | część wsi |
| 0353922 | Łazy Bieździadeckie | część wsi |

W latach 1954–1972 wieś należała i była siedzibą władz gromady Bieździadka. W latach 1975–1998 wieś administracyjnie należała do województwa krośnieńskiego.
Od wschodu sąsiaduje z Lublicą, od zachodu z Bieździedzą, od północy z Sowiną. Przez miejscowość przebiega droga powiatowa Kołaczyce – Lubla

## Geneza nazwy
Jan Długosz w „Liber beneficiorum” odnotował: „Wieś oddal. na płn.-wsch. od Jasła 6 km. Dawna nazwa Besdziadka. W XV w. dziedzicem B. Helvigus z Bieździedzy, h. Grzymała”.

### Historia
Według jednej z wersji Bieździadka i sąsiadująca z nią Bieździedza zostały założone przez ojca i syna.
Od końca XVI wieku obie wsie należały do rodziny Romerów. Rodzina ta w przeszłości osiadła na ziemiach polskich przybywając z Saksonii i uległa spolszczeniu. Nobilitowana została w 1543 i otrzymała herb Jelita. Potomkowie tego zasłużonego dla Polski rodu zamieszkiwali zarówno w dworze w Bieździadce, jak i we dworze w Bieździedzy do 1944.
Aleksander Romer odziedziczył po ojcu stary, drewniany alkierzowy dwór, który rozbudował, otynkował i wyposażył wnętrza. Po Aleksandrze dwór przejął jego syn Cyprian, który mieszkał w nim jeszcze w końcu XVIII w. Cyprian na przełomie XVIII i XIX wieku pobudował nowy dwór w innym miejscu (na piwnicach innego budynku), który przetrwał do 1990 roku kiedy to został zr.ównany z ziemią.
Wieś znana była z manufaktury tapiserii (szpalerów, ornatów) czynnej w II poł. XVIII w. Ówczesny właściciel wsi Aleksander Romer po dłuższym pobycie w Warszawie powrócił wraz z instruktorem-tkaczem Pawłem i założył tu warsztat tkacki. Wytworzone tutaj ornaty opisywali historycy sztuki, m.in. Stanisław Tomkowicz, Julian Pagaczewski, Tadeusz Mańkowski oraz Agnieszka Bender. W literaturze podaje się różne okresy w jakich działał zakład. Zdaniem Agnieszki Bender były to lata ok. 1760-1772, natomiast Andrzej Kozioł Lechowski twierdzi, że zakład produkował ornaty w latach 1760–1780. Odnotowano ich istnienie (osiem sztuk) w kościele w Bieździedzy, w Krośnie w kościele u Kapucynów, Jarosławiu w kościele u Dominikanów, w kościele w Chlewiskach koło Radomia, w Muzeum Narodowym w Krakowie, w oddziale Muzeum Ziemi Tarnowskiej na zamku w Dębnie i w Muzeum Archidiecezjalnym w Przemyślu.
W 2. połowie XIX wieku właścicielem dóbr był Stanisław Romer.
W okresie II wojny światowej na terenie wsi Bieździadka, wyznaczono zasadnicze zrzutowisko „Jaskółka”. Dowodzący placówką odbiorczą kapitan Józef Modrzejewski w książce „Akowcy na podkarpaciu” wspominał:  „W końcu w 1943 roku pogotowie było ogłaszane kilka razy, lecz samoloty nie przybywały. Pierwszy zrzut nastąpił dopiero na wiosnę 1944r. W marcu otrzymujemy rozkaz pogotowia”. Dramatyczna akcja rozpoczęła się w godzinach wieczornych w Wielką Sobotę 8 kwietnia 1944r., kiedy to żołnierze AK należący do obsługi placówki odbiorczej „Jaskółka” zostali postawieni w tryb alarmowy. Jednak konspiratorzy zmuszeni byli wskazać nadlatującemu samolotowi ze 148 Dywizjonu Specjalnego Przeznaczenia RAF sygnał świetlny odwołujący zrzut, ponieważ w pobliskich zabudowaniach dworskich w Bieździedzy i Bieździadce zakwaterowani  zostali niemieccy żołnierze. Realizacja zrzutu groziła przejęciem zasobów przez siły okupanta.

Kolejnej nocy 9/10 kwietnia 1944r. okoliczności były takie same, Niemcy nadal przebywali w nieodległych dworach i dlatego placówka odbiorcza ponownie zasygnalizowała nadlatującej maszynie dwoma czerwonymi lampami literę G, co oznaczało niebezpieczeństwo i zabraniało zrzutu. Na polu zrzutowym nie spodziewano się realizacji zrzutu, dlatego znajdowało się tam zaledwie kilku akowców z grupy sygnałowej. Jednakże pilot czterosilnikowej, brytyjskiej maszyny „Halifax” z niewiadomego powodu zignorowałostrzegawcze sygnały świetlne nadawane z ziemi - około północy w ciągu 19 minut w trzech nalotach samolot dokonał zrzutu 12 zasobników i 12 paczek(łącznie prawie 2 tony ładunku). Przybyłym w krótkim czasie na miejsce zrzutu kilkudziesięciu żołnierzom AK udało się zebrać i zabezpieczyć wszystkie pojemniki z bronią, amunicją i wyposażeniem wojskowym, a następnie przetransportować je do bezpiecznego schronu.

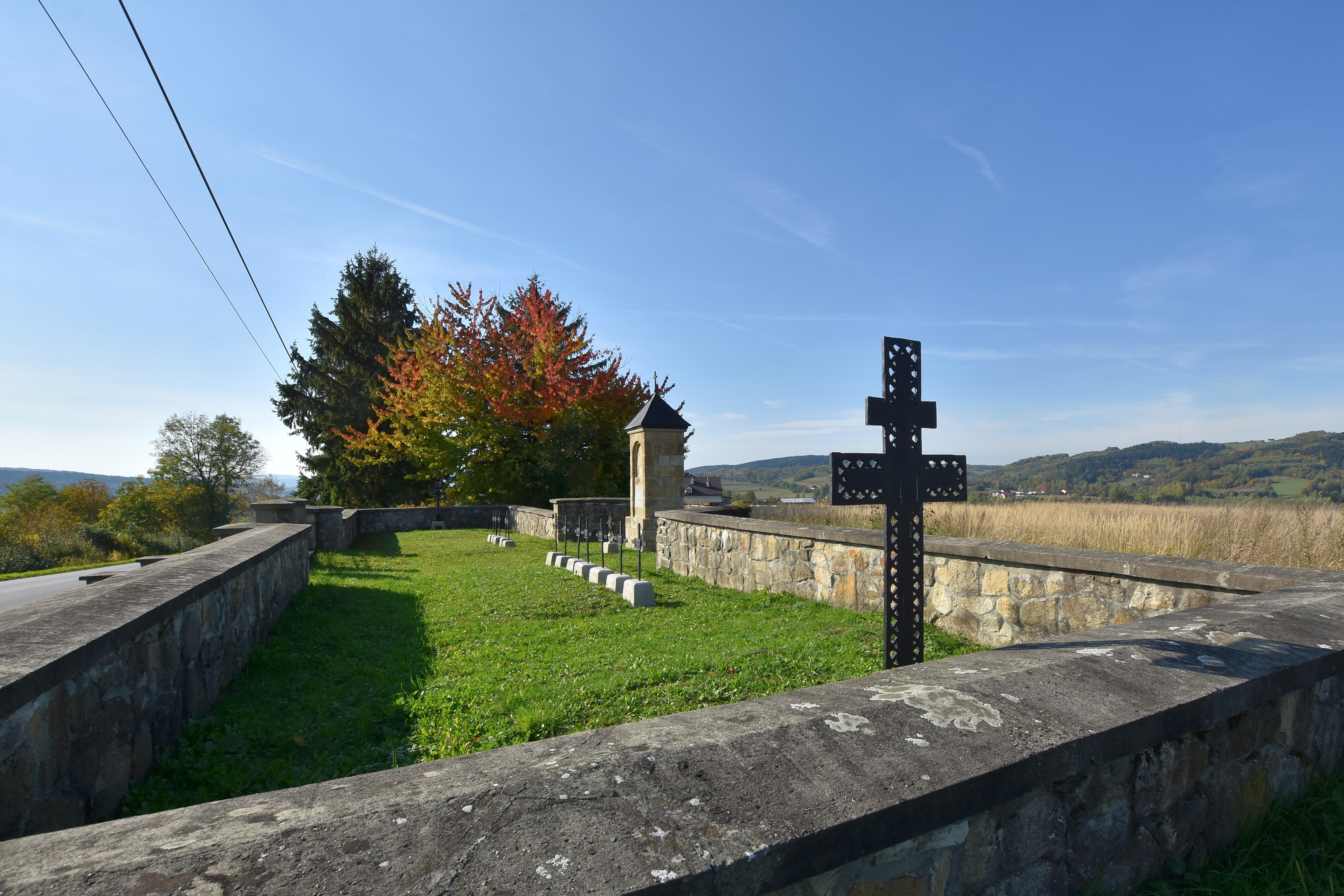
Cmentarz wojenny nr 41
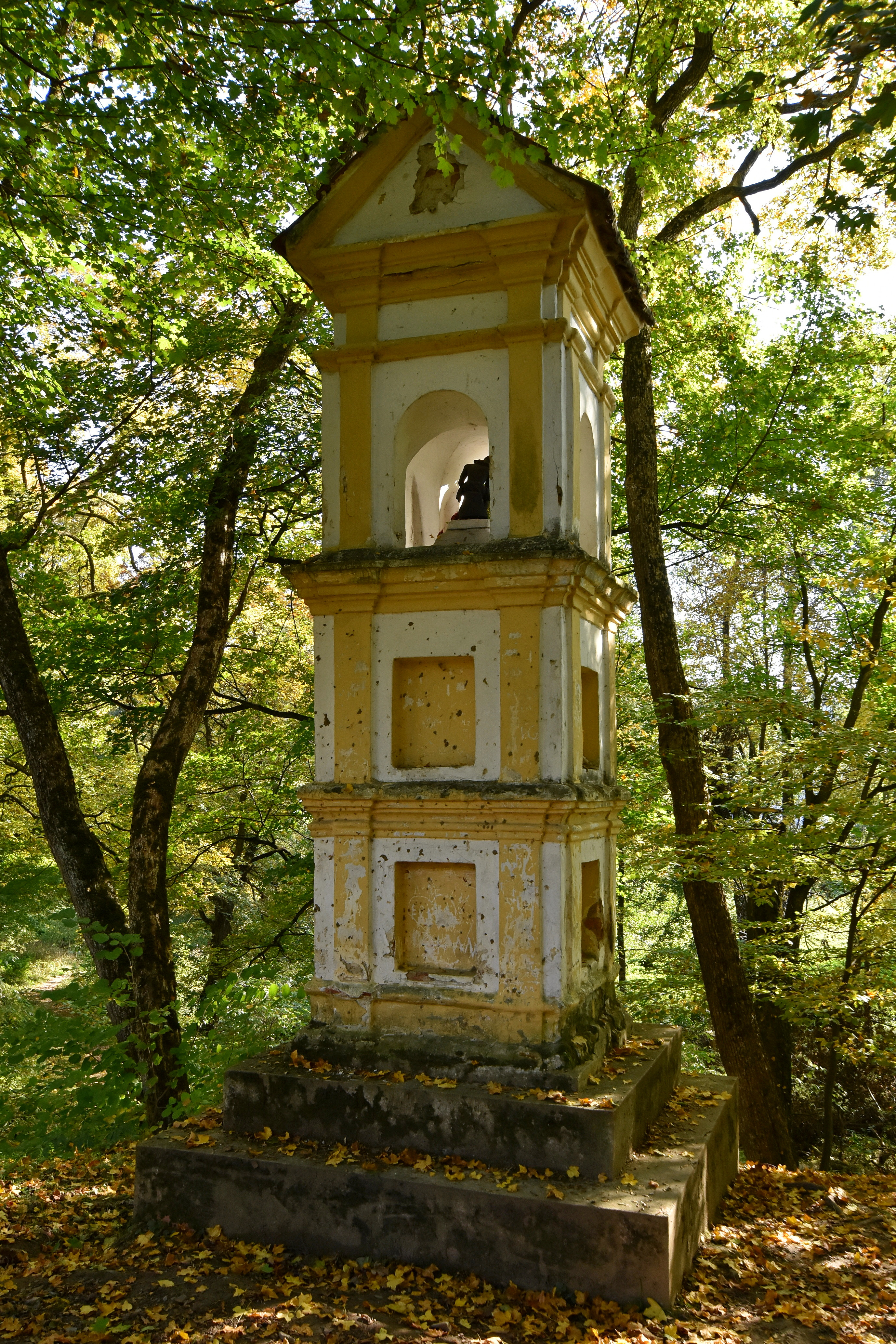
Kapliczka z XIX w.
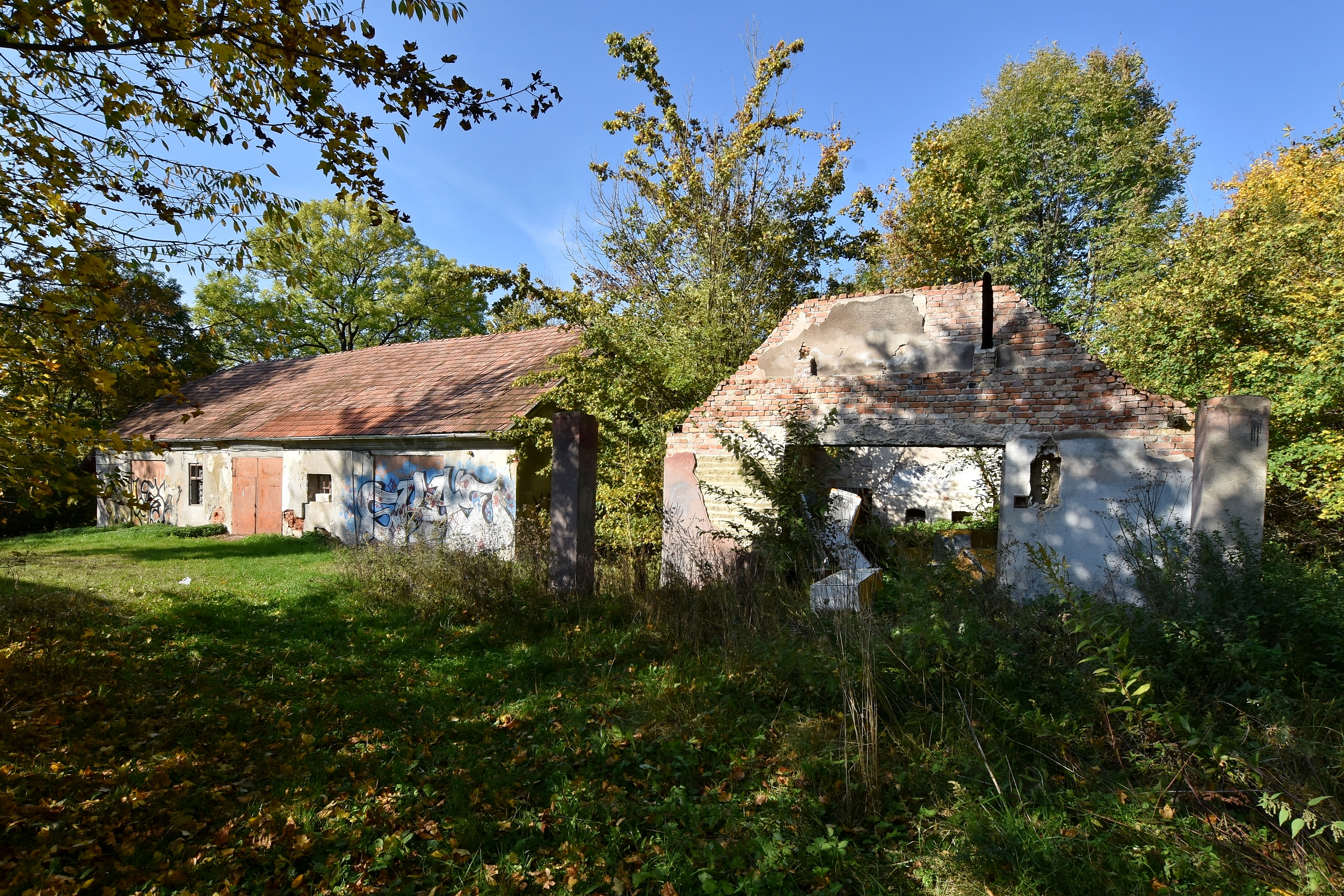
Pozostałości zabudowań dworskich

## Zabytki
- Dwór (w ruinie)

Podczas prac wykopaliskowych prowadzonych w różnym okresie zidentyfikowano szereg „starożytności”, które zostały spisane i przekazane do przechowania w muzeach.
- Wykopaliska z grodziska zwanego „Basztą”: kafle średniowieczne polewane i terakotowe z figurkami ludzkimi, świętymi, zwierzętami, herbami; ostrogi i wędzidła żelazne; garnki i trawnice
- Pamiątki i osobliwości – Mandragora. Miniaturowe portreciki z XVIII w., srebra, sztambuchy, dokumenty i listy z XVII i XVIII w. rodziny Romerów i Marasse, inwentarz dóbr Bieździadka z 1741 roku, ornat gobelinowy z kościoła w Bieździedzy przechowywany na dworze
- cmentarz z okresu I wojny światowej; cmentarz wojenny nr 41 w Bieździadce na którym pochowani są żołnierzy niemieccy i rosyjscy, którzy polegli 7 i 8 maja 1915 r. zlokalizowany we wschodniej części wsi
- Inne – ogród dworski z pięknymi drzewami i aleją grabową; obelisk z piaskowca (wys. ok. 2,30 m) z napisami w czterech rzędach: I-tu cnota dobroć-jest uwińczona-przez wdzięczne-serca-niech będzie-czczona; II-dn. 22 czerwca-roku 1815-Cyprian-Romer-tu-uwieńczony-przez zonę-i dzieci swe-wielbiony-błogosław-Boże-świetne kroki-jego-a na wieczne wieki-złóż sławę-na niego; III-ten kolos jest-dla Ciebie-o mężu-kochany-ręką miłości-na wieczność-zdziałany; IV-1893 R. P. – december

Z miejscowością wiąże się także pewna miejscowa historia-przypowiastka, która głosi, że kiedy po przysłowiową babcię przyszła śmierć, babcia zaczęła wołać:
–Bież dziadka bież dziadka.. i tak powstała Bieździadka.